# Boloso Sore
Boloso Sore (en wolaitta : Bolooso Soore, en amharique : ቦሎሶ ሶሬ) est un woreda du sud de l'Éthiopie situé dans la zone Wolayita. Ce district a 197 973 habitants en 2007 et fait partie de la région des nations, nationalités et peuples du Sud jusqu'au transfert de la zone dans la région Éthiopie du Sud en août 2023. Son chef-lieu, Areka, se détache du district à la fin des années 2010.
Situé dans le nord de la zone Wolayita, le district est limitrophe des zones Kembata et Hadiya de la région Éthiopie du Centre.
| Hadero Tunto | Kacha Bira  | Mirab Badawacho |
| Boloso Bombe | Boloso Sore | Damot Pulasa    |
| Damot Sore   | Sodo Zuria  | Damot Gale      |

Boloso Sore qui occupait au début des années 2000 tout le nord-ouest de la zone Wolayita perd du territoire dès 2007 avec le détachement de ses voisins Boloso Bombe et Damot Sore. Son périmètre évolue de nouveau récemment avec le détachement d'Areka.
Le recensement national de 2007 fait état de 197 973 habitants dans le district dont 16 % de citadins qui sont les 31 408 habitants d'Areka.
Près de 57 % des habitants du district sont protestants, 35 % sont orthodoxes et 6 % sont catholiques.
En 2022, la population est estimée sur le même périmètre à 301 147 personnes avec une densité de population de 994 personnes par km2 et 303 km2 de superficie.
Entre-temps, Boloso Sore perd quelques kilomètres carrés avec le détachement d'Areka. Il occupe encore 288 km2 en 2021 mais devient un district essentiellement rural.